# Orlen Cup 2015
3. Orlen Cup – mityng lekkoatletyczny rozegrany 17 czerwca 2015 na Starym Rynku w Płocku.
Rozegrane zostały konkursy skoku o tyczce i pchnięcia kulą mężczyzn.
Transmisję z zawodów przeprowadziła TVP Sport.

## Rezultaty
| Konkurencja:            | 1. miejsce      | Rezultat | 2. miejsce          | Rezultat | 3. miejsce        | Rezultat  |
| Skok o tyczce mężczyzn  | Michal Balner   | 5,72     | Paweł Wojciechowski | 5,72     | Piotr Lisek       | 5,56      |
| Pchnięcie kulą mężczyzn | Tomasz Majewski | 20,76    | Tomáš Staněk        | 20,45    | Konrad Bukowiecki | 20,42 PBo |